# Debi Mae West
Debi Mae West (...) è una doppiatrice statunitense; è stata accreditata anche come Debbie Mae West e con lo pseudonimo Mae Zadler.

## Carriera
È attiva nell'ambito del doppiaggio sin dal 1998. Nel 2008, ha vinto uno Spike Video Game Awards per il doppiaggio di Meryl Silverburgh in Metal Gear Solid e Metal Gear Solid 4: Guns of the Patriots. È inoltre nota per aver prestato la voce a Tsunade nella serie anime di Naruto e a Maiev Cantombroso nei videogiochi della serie Warcraft.

## Doppiaggio

### Videogiochi
- ATV Offroad Fury 3 - annunciatrice
- Blade Kitten - Terra-Li, Hag e altre voci
- EverQuest II - Shandra Tierbold, Lady Vivianne Ironforge, Lookout Venylle
- Evil Dead: Regeneration - regina dei negromanti, altre voci
- God of War II - Atropos, altre voci
- Lost Planet 2 - VS computer e altre voci
- Metal Gear Solid - Meryl Silverburgh
- Neopets: The Darkest Faerie - Patricia
- Tales of Symphonia - Sephie
- The Chronicles of Riddick: Escape from Butcher Bay - computer, ascensore
- Ty la tigre della Tasmania - Sheila
- Ty la tigre della Tasmania 2: La banda del boomerang - Sheila, Birrel, principessa Orchid
- Ty the Tasmanian Tiger 3: Night of the Quintank - Shazza
- Vampire: The Masquerade - Bloodlines - Patty, Hannah, Jezebel, Bum
- Warcraft III: The Frozen Throne - Maiev Cantombroso
- World of Warcraft - Maiev Cantombroso

### Televisione e film
- Drawn Together - Vajoana (un episodio)
- Harvey Birdman, Attorney at Law - Gigi, Gleek, altre voci
- Highlander - Vendetta immortale - Dahlia
- Il segreto di NIMH 2 - Timmy alla riscossa - signora Brisby
- La carica dei 101 - La serie - Lucky
- Naruto - Tsunade
- Queer Duck: The Movie - Joan Rivers e altre voci
- Zatch Bell! - Baransha e Reycon